# کوه طحان
کوه طحان (به لاتین: Mount Tahan) یک کوه در مالزی است که در پاهانگ واقع شده‌است. کوه طحان ۲٬۱۸۷ متر بالاتر از سطح دریا واقع شده‌است.